# Protomystides kurilensis
Protomystides kurilensis är en ringmaskart som beskrevs av Buzhinskaya 1990. Protomystides kurilensis ingår i släktet Protomystides och familjen Phyllodocidae. Inga underarter finns listade i Catalogue of Life.